# Élections sénatoriales de 1924 dans la Mayenne
Les élections sénatoriales en Mayenne ont lieu le 6 janvier 1924. Elles ont pour but d'élire les 3 sénateurs représentant le département au Sénat pour un mandat de neuf années.

## Mode de scrutin
Ces élections se déroule au scrutin indirect, majoritaire et plurinominal, selon la loi du 10 décembre 1884.
Ne peuvent voter que : 
- de 1 à 24 délégués par commune, élus par chaque conseil municipal ;
- les conseillers généraux (un par canton) ;
- les conseillers d'arrondissements ;
- les députés du département ;
- les sénateurs sortants.

## Élection partielle durant le mandat 1920-1924
Il n'y a pas eu d'élection partielle durant ce mandat.

## Sénateurs sortants
| Sénateur | Sénateur         | Parti                   | Fonctions lors de l'élection en 1924                                    |
| -------- | ---------------- | ----------------------- | ----------------------------------------------------------------------- |
|          | Gustave Denis    |                         | Président d'âge du Sénat, président du Conseil Général de la Mayenne    |
|          | Christian d'Elva | Fédération républicaine | Maire de Changé, conseiller général du canton de Laval-Ouest, sénateur. |
|          | Constant Jouis   | Républicain             |                                                                         |

## Présentation des candidats
| Sénateur | Sénateur         | Parti                        | Fonctions lors de l'élection en 1924                                                                                         |
| -------- | ---------------- | ---------------------------- | --- |
|          | Gustave Denis    | Liste d'Entente Républicaine | Propriétaire et directeur de la manufacture de Fontaine-Daniel, ancien sénateur, président du Conseil Général de la Mayenne. |
|          | Constant Jouis   | Candidature individuelle     | Médecin, Maire d'Andouillé, conseiller général du canton de Chailland.                                                       |
|          | Eugène Jamin     | Liste d'Entente Républicaine | Maire de Laval, conseiller général du canton de Laval-Est.                                                                   |
|          | Christian d'Elva | Liste d'Entente Républicaine | Maire de Changé, conseiller général du canton de Laval-Ouest, sénateur.                                                      |
|          | Louis Lintier    | Liste Républicaine           | Maire de Mayenne |
|          | Constant Martin  | Liste Républicaine           | Maire de Ernée, conseiller général du canton d'Ernée                                                                         |

## Résultats
L’un des sénateurs sortants Constant Jouis avait refusé de participer à la liste de ses deux collègues, et à la suite de ce refus, Eugène Jamin a accepté de le remplacer.
Une manœuvre qui prétendait faire candidats malgré eux MM. de Monti, Leblanc et Duboys-Fresney fait que quelques votes se portent vers eux. Il n'y a pas de liste conservatrice à cette élection.
|                | Eugène Jamin            |          | 357 |  |  |  |  |  |  |  |
|                | Gustave Denis           |          | 348 |  |  |  |  |  |  |  |
|                | Christian d'Elva        |          | 341 |  |  |  |  |  |  |  |
|                | Constant Jouis          |          | 257 |  |  |  |  |  |  |  |
|                | Louis Lintier           |          | 244 |  |  |  |  |  |  |  |
|                | Constant Martin         |          | 237 |  |  |  |  |  |  |  |
|                | Edmond Leblanc          |          | 11  |  |  |  |  |  |  |  |
|                | Jacques Duboys-Fresney  |          | 4   |  |  |  |  |  |  |  |
|                | Henri de Monti de Rezé  |          | 2   |  |  |  |  |  |  |  |
|                | Général Augustin Gérard |          | 2   |  |  |  |  |  |  |  |
|                | Buat                    |          | 1   |  |  |  |  |  |  |  |
|                |                         |          |     |  |  |  |  |  |  |  |
| Inscrits       | Inscrits                | Inscrits | 626 |  |  |  |  |  |  |  |
| Abstentions    |                         |          |     |  |  |  |  |  |  |  |
| Votants        | Votants                 | Votants  | 621 |  |  |  |  |  |  |  |
| Blancs et nuls |                         |          |     |  |  |  |  |  |  |  |
| Exprimés       |                         |          |     |  |  |  |  |  |  |  |

## Élection partielle durant le mandat 1925
Il y a eu deux élections partielles durant ce mandat à la suite du décès de Gustave Denis et Christian d'Elva.
Aucun candidat n'est présenté contre Henri de Monti de Rezé. Le.parti républicain a estimé qu’il était inutile de présenter un candidat, puisqu’à l’avance, il n'est pas discutable qu’il aurait été battu à une importante minorité.
| Candidat et parti politique | Candidat et parti politique | Candidat et parti politique | Premier tour | Premier tour | Second tour | Second tour | Troisième tour | Troisième tour |
| Candidat et parti politique | Candidat et parti politique | Candidat et parti politique | Voix         | %            | Voix        | %           | Voix           | %              |
| --------------------------- | --------------------------- | --------------------------- | ------------ | ------------ | ----------- | ----------- | -------------- | -------------- |
|                             | Edmond Leblanc              |                             | 365          |              |             |             |                |                |
|                             | Jean Chaulin-Servinière     |                             | 253          |              |             |             |                |                |
|                             | Divers                      |                             | 4            |              |             |             |                |                |
|                             |                             |                             |              |              |             |             |                |                |
| Inscrits                    | Inscrits                    | Inscrits                    | 625          |              |             |             |                |                |
| Abstentions                 |                             |                             |              |              |             |             |                |                |
| Votants                     | Votants                     | Votants                     | 622          |              |             |             |                |                |
| Blancs et nuls              | Blancs et nuls              | Blancs et nuls              | 1            |              |             |             |                |                |
| Exprimés                    |                             |                             |              |              |             |             |                |                |

| Candidat et parti politique | Candidat et parti politique | Candidat et parti politique | Premier tour | Premier tour | Second tour | Second tour | Troisième tour | Troisième tour |
| Candidat et parti politique | Candidat et parti politique | Candidat et parti politique | Voix         | %            | Voix        | %           | Voix           | %              |
| --------------------------- | --------------------------- | --------------------------- | ------------ | ------------ | ----------- | ----------- | -------------- | -------------- |
|                             | Henri de Monti de Rezé      |                             | 394          |              |             |             |                |                |
|                             | Divers                      |                             | 74           |              |             |             |                |                |
|                             |                             |                             |              |              |             |             |                |                |
| Inscrits                    | Inscrits                    | Inscrits                    | 623          |              |             |             |                |                |
| Abstentions                 |                             |                             |              |              |             |             |                |                |
| Votants                     | Votants                     | Votants                     | 620          |              |             |             |                |                |
| Blancs et nuls              | Blancs et nuls              | Blancs et nuls              | 152          |              |             |             |                |                |
| Exprimés                    | Exprimés                    | Exprimés                    | 468          |              |             |             |                |                |

## Sources
- La Mayenne, 8 janvier 1924
- La Gazette de Château-Gontier, 21 juin 1925